# Planchonia valida
Planchonia valida är en tvåhjärtbladig växtart som beskrevs av Carl Ludwig von Blume. Planchonia valida ingår i släktet Planchonia och familjen Lecythidaceae. Inga underarter finns listade i Catalogue of Life.